# Pelago
Pelago là một đô thị ở tỉnh Firenze trong vùng Toscana, tọa lạc khoảng 20 km về phía đông của Florence. Tại thời điểm ngày 31 tháng 12 năm 2004, đô thị này có dân số 7.396 người và diện tích là 54,8 km².
Đô thị Pelago có các frazioni (các đơn vị cấp dưới, chủ yếu là các làng) Borselli, Carbonile, Consuma, Diacceto, Fontisterni, Magnale, Palaie, Paterno, Raggioli, San Francesco, và Stentatoio.
Pelago giáp các đô thị sau: Montemignaio, Pontassieve, Pratovecchio, Reggello, Rignano sull'Arno, Rufina.